# 热尔德雷斯特
热尔德雷斯（法語：Gerderest）是法国比利牛斯-大西洋省的一个市镇，属于波城区（Pau）朗贝埃县（Lembeye）。该市镇总面积6.56平方公里，2009年时的人口为127人。

## 人口
热尔德雷斯人口变化图示